# Завидовицька сільська рада
Завидо́вицька сільська́ ра́да — адміністративно-територіальна одиниця та орган місцевого самоврядування в Городоцькому районі Львівської області. Адміністративний центр — село Завидовичі.

## Загальні відомості
Завидовицька сільська рада утворена в 1939 році.
- Територія ради: 42,46 км²
- Населення ради: 2669 осіб (станом на 2001 рік)

## Населені пункти
Сільраді були підпорядковані населені пункти:
- с. Завидовичі
- с. Залужани
- с. Зашковичі
- с. Мальованка
- с. Поріччя Задвірне
- с. Поріччя
- с. Поріччя-Грунтове

## Склад ради
Рада складалася з 16 депутатів та голови.
- Сільський голова: Михалевич Марія Богданівна
- Секретар сільської ради:

### Керівний склад попередніх скликань
| Прізвище, ім'я, по батькові | Основні відомості                                                                     | Дата обрання | Дата звільнення |
| --------------------------- | ------------------------------------------------------------------------------------- | ------------ | --------------- |
| Яремчук Степан Григорович   | Сільський голова, 1958 року народження, член Всеукраїнського об'єднання «Батьківщина» | 26.03.2006   | 02.02.2009      |
| Богоніс Люся Василівна      | Сільський голова, 1951 року народження, освіта вища                                   | 02.08.2009   | 31.10.2010      |
| Богоніс Люся Василівна      | Сільський голова, 1951 року народження, освіта вища                                   | 31.10.2010   | 25.10.2015      |
| Михалевич Марія Богданівна  | Сільський голова, 1979 року народження, освіта вища, безпартійна                      | 25.10.2015   |                 |

Примітка: таблиця складена за даними сайту Верховної Ради України та ЦВК

### Депутати VII скликання
За результатами місцевих виборів 2015 року:
- Кількісний склад ради: 14
- Кількість обраних: 12
- Кількість мандатів, що залишаються вакантними: 2

#### За суб'єктами висування
| Суб'єкт висування       | Кількість обраних депутатів | %     |
| ----------------------- | --------------------------- | ----- |
| Самовисування           | 11                          | 91.67 |
| Політична партія «Воля» | 1                           | 8.33  |

#### За округами
| № округу | Прізвище, ім'я, по батькові  | Ким висунуто            | Дата нар.           | Освіта              | Партійна приналежність                                    | Відомості                                            |
| -------- | ---------------------------- | ----------------------- | ------------------- | ------------------- | --------------------------------------------------------- | ---------------------------------------------------- |
| 1        | Паньків Василь Ярославович   | Самовисування           | 28.09.1978          | вища                | безпартійний                                              | «експрес Медіа-Друк» м. Львів, друкар                |
| 2        | Білик Іван Іванович          | Політична партія «Воля» | 03.07.1979          | вища                | безпартійний                                              | АТ Ощадбанк, заступник начальника ВРББ               |
| 3        | Базильчук Анатолій Дмитрович | Самовисування           | 22.08.1984          | професійно-технічна | член політичної партії Всеукраїнське об'єднання «Свобода» | Не працює                                            |
| 4        | Котик Олег Євстахійович      | Самовисування           | 05.01.1975          | вища                | безпартійний                                              | ТОВ «Будрем» м. Львів, директор будівельної фірми    |
| 5        | Ковалик Катерина Андріївна   | Самовисування           | 23.04.1963          | професійно-технічна | безпартійна                                               | Завидовицька сільська рада, секретар сільської равди |
| 6        | Слота Анжела Степанівна      | Самовисування           | 20.01.1974          | загальна середня    | безпартійна                                               | Не працює                                            |
| 7        | Вибори не відбулися          | Вибори не відбулися     | Вибори не відбулися | Вибори не відбулися | Вибори не відбулися                                       | Вибори не відбулися                                  |
| 8        | Вибори не відбулися          | Вибори не відбулися     | Вибори не відбулися | Вибори не відбулися | Вибори не відбулися                                       | Вибори не відбулися                                  |
| 9        | Борис Ярослава Василівна     | Самовисування           | 17.06.1958          | вища                | безпартійна                                               | Завидовицька сільська рада, діловод                  |
| 10       | Гель Микола Богданович       | Самовисування           | 23.06.1988          | вища                | безпартійний                                              | Не працює                                            |
| 11       | Яремчук Володимир Романович  | Самовисування           | 17.10.1964          | загальна середня    | безпартійний                                              | Не працює                                            |
| 12       | Попович Ігор Ігорович        | Самовисування           | 13.09.1980          | загальна середня    | безпартійний                                              | Не працює                                            |
| 13       | Циганик Олег Степанович      | Самовисування           | 09.06.1985          | вища                | безпартійний                                              | ТзОВ «ІнжТехноБудСервіс», директор                   |
| 14       | Яремчук Назарій Богданович   | Самовисування           | 07.10.1982          | загальна середня    | безпартійний                                              | Не працює                                            |

### Депутати
Результати місцевих виборів 2010 року за даними ЦВК
| № зп | № округу | Прізвище, ім'я, по батькові   | Дата визнання обраним | Відомості про обраного депутата                                                                                        |
| ---- | -------- | ----------------------------- | --------------------- | --- |
| 1    | 1        | Ткач Галина Василівна         | 03.11.2010            | Освіта середня спеціальна, позапартійна, приватний підприємець                                                         |
| 2    | 2        | Стець Галина Іванівна         | 03.11.2010            | Освіта середня спеціальна, позапартійна, Народний дім с. Завидовичі, директор                                          |
| 3    | 3        | Бурбура Євген Михайлович      | 03.11.2010            | Освіта середня спеціальна, член Партії регіонів, приватний підприємець                                                 |
| 4    | 4        | Кос Орест Любомирович         | 03.11.2010            | Освіта вища, позапартійний, тимчасово не працює                                                                        |
| 5    | 5        | Станкевич Ольга Ярославівна   | 03.11.2010            | Освіта вища, позапартійна, Градівська загальноосвітня школа І-ІІІ ст., вчитель                                         |
| 6    | 6        | Ковалик Катерина Андріївна    | 03.11.2010            | Освіта середня спеціальна, позапартійна, Завидовицька сільська рада, секретар                                          |
| 7    | 7        | Войтів Олег Романович         | 03.11.2010            | Освіта незакінчена вища, член Всеукраїнського об'єднання «Свобода», Завидовицький навчально-виховний комплекс, вчитель |
| 8    | 8        | Цімарно Наталія Ярославівна   | 03.11.2010            | Освіта середня спеціальна, позапартійна, тимчасово не працює                                                           |
| 9    | 9        | Федека Андрій Іванович        | 03.11.2010            | Освіта середня спеціальна, позапартійний, приватний підприємець                                                        |
| 10   | 10       | Максимович Богдан Михайлович  | 03.11.2010            | Освіта вища, позапартійний, ТзОВ «Пам'ять», охоронець                                                                  |
| 11   | 11       | Павлишин Наталія Степанівна   | 03.11.2010            | Освіта середня спеціальна, член Всеукраїнського об'єднання «Батьківщина», Народний дім с. Мальованка, завідувачка      |
| 12   | 12       | Шингельський Михайло Павлович | 03.11.2010            | Освіта середня, позапартійний, тимчасово не працює                                                                     |
| 13   | 13       | Добуш Іван Михайлович         | 03.11.2010            | Освіта вища, позапартійний, ПП «Кушнір І. В.» м. Городок, адміністратор                                                |
| 14   | 14       | Вовк Мирослава Степанівна     | 03.11.2010            | Освіта середня спеціальна, позапартійна, фельдшерсько-акушерський пункт с. Поріччя-Задвірне, завідувачка               |
| 15   | 15       | Яремчук Андрій Богданович     | 03.11.2010            | Освіта середня спеціальна, член Політичної партії «Сильна Україна», ФОП «Черник Ю. Ю.», водій                          |
| 16   | 16       | Гель Микола Богданович        | 03.11.2010            | Освіта середня спеціальна, позапартійний, тимчасово не працює                                                          |